# Bloody Disgusting
Bloody Disgusting est un site web consacré à l'horreur au cinéma, à la télévision et dans les jeux vidéo.

## Historique
Le site est créé en 2001 par Brad Miska et Tom Owen. En 2007, le site est racheté par la société de production The Collective. En 2011, le site, qui compte environ un million de visiteurs uniques par mois, se lance dans la production et la distribution de films d'horreur. Il a ainsi participé à la production de The Woman (2011), de V/H/S (2012) et de ses deux suites, et de Southbound (2015).